# Сайчук Дмитро Анатолійович
Дмитро́ Анато́лійович Сайчу́к (12.11.1981—11.03.2022) — капітан 1 рангу Збройних сил України, учасник російсько-української війни, що героїчно загинув під час російського вторгнення в Україну.

## Життєпис
Народився 11 листопада 1981 року в с. Летичівка (Уманський район, Черкаська область). Закінчив Одеський інститут сухопутних військ, згодом — Національну академію оборони України. Брав участь у складі підрозділу Збройних Сил України в миротворчій місії в Іраку. Пізніше проходив службу у морському центрі спеціальних операцій.
З початком збройної агресії на східних рубежах України, брав активну участь у бойових діях на території Донецької та Луганських областей. У 2014 році штурмував Донецький аеропорт, після чого далі служив у зоні АТО.
Загинув у ході російського вторгнення в Україну 11 березня 2022 року внаслідок бою з окупаційними військами поблизу м. Бородянка Київської області.
Похований у Києві на Алеї Слави. Залишилися дружина та двоє дітей.

## Нагороди
- Медаль «За військову службу Україні» (2007) — за особливі заслуги у захисті державного суверенітету та територіальної цілісності України, охорону конституційних прав і свобод людини, мужність і самовідданість, виявлені під час виконання військового і службового обов'язку, та з нагоди 16-ї річниці незалежності України.[3]